# المشاريك
المشاريك منطقة بمدينة ترهونة، تعتبر المشاريك منطقة زراعية وتشتهر بأشجار الزيتون، لكن هذه الأيام أصبحت المشاريك منطقة سكنية حيث شهدت بناء العديد من المنازل نظرا للقرب المشاريك من قلب المدينة حيث تبلغ المسافة أقل من 1 كم بين المشاريك وقلب المدينة، ولكن بناء هذه المنازل بناء عشوائي ويفتقر للتنظيم خصوصًا الطرق، ومستقبلا ستشهد المنطقة بعض التطوير حيث سيتم إنشاء طريق معبد وسيتم إنشاء خزان مياه مركزي يمد كامل مدينة ترهونة.
‌